# Menisc (òptica)

Tipus de lents segons la seva curvatura.

Menisc, (del grec μηνίσκος «lunita») És una lent òptica en forma de mitja lluna. És concavoconvexa, això vol dir que té una superfície còncava i una altra convexa. Pot ser convergent o divergent., per tant la longitud focal pot ser tant positiva com negativa, depenent de les curvatures de les dues superfícies. Si les dues superfícies, tant la còncava com la convexa, presenten la mateixa curvatura, no tindrien cap efecte òptic, ja que quedarien igualades les convergències i les divergències de la llum. Corregeix l'aberració esfèrica d'una lent plana convexa, produint un punt focal mínim per a la llum col·limada entrant.

## Lents menisc convergents
Són les que tenen una superfície llegurament còncava i una altra de convexa, per tant, la superfície convexa acaba tenint més importància que la superfície còncava. És una lent més gruixuda a la part central que no pas als extrems. També pot ser anomenada lent menisc positiva.

## Lents menisc divergents
Són els que tenen una superfície lleugerament convexa i una altra de còncava, per tant, la superfície còncava acaba tenint més importància que la superfície convexa. És una lent més fina a la part central que no pas als extrems. També pot ser anomenada lent menisc negativa.